# Angela Francke
Angela Francke (* um 1980 in Dresden) ist eine deutsche Verkehrswissenschaftlerin.

## Beruflicher Werdegang
Von 1998 bis 2004 studierte Francke an der TU Dresden Verkehrswirtschaft mit den Schwerpunkten Verkehrspsychologie, Verkehrsbetriebslehre und Logistik sowie Tourismuswirtschaft. Von 2001 bis 2002 studierte sie Studium Techniques de commercialisation an der Universität Lille II. Als Böll-Stipendiatin und wissenschaftliche Mitarbeiterin forschte sie unter anderem zum ganzjährigen Fahrradfahren, zum geänderten Mobilitätsverhalten während der Corona-Pandemie, zu einer deutschen Radfahr-Typologisierung und zum Mobilitätsverhalten von Menschen mit Migrationserfahrung. Ab 2015 baute Francke dazu eine eigene Forschungsgruppe zu aktiver Mobilität, insbesondere dem Radverkehr, auf. Sie promovierte bei Bernhard Schlag zu differenzierten Preissystemen im urbanen Verkehr zur Förderung von umweltfreundlichem Mobilitätsverhalten. Für diese Arbeit erhielt sie 2019 die Auszeichnung als „Top-5-Projekt“ beim VCÖ-Mobilitätspreis sowie 2020 den Karl-Vossloh-Innovationspreis. Zudem war sie Mitarbeiterin des Centre for International Postgraduate Studies of Environmental Management (CIPSEM) an der TU Dresden und seit 2015 verantwortlich für das internationale Klimaschutzstipendien-Programm der Alexander-von-Humboldt-Stiftung. Auch war sie als Gastwissenschaftlerin an der University of the West Indies in Trinidad und Tobago sowie an der Kharkiv National Automobile and Highway University (Nationale Universität für Automobiltechnik und Kraftverkehrsstraßen) in Charkiw in der Ukraine tätig.
Im Januar 2021 wurde bekannt, dass Angela Francke zum März des Jahres die neu eingerichtete Stiftungsprofessur für Radverkehr im Studiengang Verkehrssystemmanagement an der Hochschule Karlsruhe wahrnimmt, eine von sieben durch das Bundesverkehrsministerium mit jährlich bis zu 400.000 Euro geförderten Professuren für den Radverkehr. Zum 1. Oktober 2021 wechselte sie auf die Professur Radverkehr und Nahmobilität an der Universität Kassel.

## Trivia
Seit ihrer Jugend sammelt Angela Francke historische Fahrräder und interessiert sich für die technische und kulturelle Geschichte des Fahrrads. Sie engagiert sich bei den Fahrrad-Veteranen-Freunde-Dresden 1990 e.V.

## Publikationen
- Differenzierte Preissysteme im urbanen Verkehr. Nutzergerechte Gestaltung zur Förderung von umweltfreundlichem Mobilitätsverhalten. Springer Fachmedien, 2020, ISBN 978-3-658-30133-0.